# Коннов Веніамін Федорович
Веніамін Федорович Коннов (27 вересня 1921, місто Симбірськ, тепер Ульяновськ, Російська Федерація — 1991, місто Москва) — радянський державний діяч, голова Куйбишевського облвиконкому, голова Комітету народного контролю Російської РФСР. Член Центральної Ревізійної комісії КПРС у 1976—1990 роках. Депутат Верховної Ради Російської РФСР 8-го, 10—11-го скликань. Депутат Верховної Ради СРСР 9-го скликання.

## Життєпис
Народився в родині службовця. У 1926 році родина переїхала до міста Брянська, в 1929 році — до міста Смоленска, в 1934 році — до міста Куйбишева (Самари).
У 1939 році закінчив середню школу міста Куйбишева. У 1939 році поступив до Московського авіаційного інституту.
У 1939—1940 роках — у Червоній армії. У жовтні 1940 року був демобілізований за станом здоров'я.
У 1941—1942 роках — студент Куйбишевського індустріального інституту. У жовтні 1942 — грудні 1946 року — студент Куйбишевського авіаційного інституту.
У 1946—1950 роках — старший інженер, провідний інженер дослідно-конструкторського бюро, в 1950—1953 роках — начальник конструкторського (технологічного) бюро Куйбишевського моторобудівного заводу імені Фрунзе.
Член КПРС з 1952 року.
У 1953—1956 роках — заступник головного контролера, головний контролер заводу, в 1956—1959 роках — секретар партійного комітету Куйбишевського моторобудівного заводу імені Фрунзе.
У 1959—1960 роках — завідувач відділу Куйбишевського обласного комітету КПРС.
У 1960—1967 роках — інструктор, завідувач сектора відділу ЦК КПРС.
23 березня 1967 — лютий 1971 року — 2-й секретар Куйбишевського обласного комітету КПРС.
У лютому 1971 — 11 лютого 1976 року — голова виконавчого комітету Куйбишевської обласної ради депутатів трудящих.
30 грудня 1975 — 11 жовтня 1989 року — голова Комітету народного контролю Російської РФСР.
Одночасно у березні 1986 — 1990 року — член Бюро Центральної Ревізійної комісії КПРС.
З жовтня 1989 року — персональний пенсіонер союзного значення в місті Москві.
Помер 1991 року. Похований в Москві на Троєкуровському цвинтарі.

## Нагороди і звання
- орден Леніна
- орден Жовтневої Революції
- орден Трудового Червоного Прапора (1960)
- два ордени «Знак Пошани» (1956,)
- орден Дружби народів
- медаль «За доблесну працю. В ознаменування 100-річчя з дня народження Володимира Ілліча Леніна»
- медалі